# 15P/Finlay
La comète Finlay, officiellement 15P/Finlay, est une comète périodique du système solaire, découverte par William Henry Finlay (Royal Observatory, Cap de Bonne-Espérance en Afrique du Sud) le 26 septembre 1886.
Lorsque les premiers calculs d'orbite furent faits en 1886, il y avait des similitudes entre cette orbite et celle de la comète périodique perdue de Francesco de Vico de 1844 (54P/de Vico-Swift-NEAT). Lewis Boss (observatoire Dudley, Schenectady aux États-Unis) nota de grandes différences entre les orbites et après des observations supplémentaires, il conclut que la comète de de Vico ne pouvait être la même que celle de Finlay.
Le retour de 1899 fut manqué et en 1910, un passage à proximité de Jupiter accrut la période orbitale, ce qui fait qu'en 1919 son orbite était éloignée des prévisions et une  "nouvelle" comète découverte par T. Sasaki (observatoire de Kyoto au Japon) le 25 octobre 1919 se révéla être celle de Finlay.
La magnitude de la comète déclina après 1926, et ce n'est pas avant 1953 qu'elle a été observée à chaque retour.
Cette comète est le corps parent de la pluie de météores des Arides.